# 基因编辑婴儿事件
基因编辑婴儿事件，是中华人民共和国南方科技大学生物系副教授贺建奎及其团队於2018年利用基因编辑技术，改造一对双胞胎婴儿胚胎细胞的CCR5基因，嘗試使婴儿获得对部分艾滋病具備免疫能力的争议性事件。
此研究最先於2018年11月25日由贺建奎团队以視頻形式公佈并接受美联社的专访。11月26日，人民網稱贺建奎的行爲“意味着中国在基因编辑技术用于疾病预防领域实现历史性突破”，随后立即引发廣泛爭議，令科学界和社会震驚，因为基因编辑婴儿本身涉及仍未解决的倫理和技術問題。中国国内有過百名科學家聯署反對。人民網随后将吕绍刚等的報導删除，並刊出一篇批評賀建奎的社評。戴维·巴尔的摩代表第二届人类基因组编辑国际峰会组委会发布声明，表示谴责，并呼吁为相关试验确定严格标准。中国科技部於隔日宣佈暫停賀建奎的科研活動，中国国家衛健委、广东省人民政府、深圳市人民政府等就事件展開調查。
2018年12月6日，國務院總理李克強主持國家科技領導小組會議時特別提到「要嚴肅查處違背科研道德和倫理的不端行為」。這是中国黨和國家領導人首次對此事作正式回應。2019年1月21日，广东省调查组公布事件初步调查结果，将此次事件定性为“贺建奎为追逐个人名利，自筹资金，蓄意逃避监管，私自组织有关人员，实施国家明令禁止的以生殖为目的的人类胚胎基因编辑活动”。广东省调查组同时表示，“对贺建奎及涉事人员和机构将依法依规严肃处理，涉嫌犯罪的将移交公安机关处理”。6月10日，国务院总理李克强签署国务院令，公布《中华人民共和国人类遗传资源管理条例》。
2019年12月30日，基因编辑婴儿事件在深圳市南山区人民法院一审公開宣判。贺建奎以非法行医罪被判有期徒刑三年，并处罚金人民币三百万元。

## 技术手段

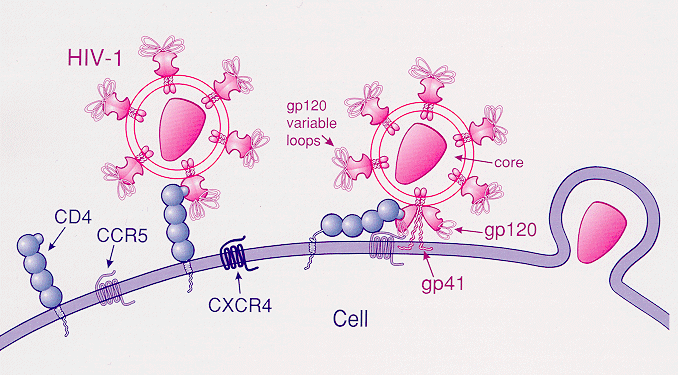
HIV-1作用于CD4+辅助性T细胞

此研究中使用的主要技术为CRISPR/Cas9，是一种借助于来自细菌中的CRISPR/Cas系統准确且有效地进行基因编辑的技术，该系统為目前發現存在於多數細菌與絕大多數的古菌中的一種後天免疫系統，以消滅外來的质粒或者噬菌體。贺建奎称他的团队使用此技术编辑了胚胎细胞中与艾滋病免疫有关的CCR5基因，以使婴儿先天性具有免疫艾滋病的能力；称在是次编辑開始前首先利用猴子胚胎和小鼠進行動物試驗，在上述實驗中取得預期的編緝效果，並發現小鼠的組織及行為沒有顯著差異。2017年3月至2018年11月，贺建奎通过他人招募8对夫妇志愿者（艾滋病病毒抗体男方阳性、女方阴性）参与实验。最终有2名志愿者怀孕，其中1名已生下双胞胎女婴“露露”“娜娜”，另1名在怀孕中。其余6对志愿者有1对中途退出实验，另外5对均未受孕。
获取男女雙方的外周血进行有关基因测序等检查后，精子清洗，體外受精，把Cas9和sgRNA经显微注射注射到受精卵中，体外培养成囊胚，取細胞作基因診斷，最後把2個胚胎植入母亲子宫，成功懷下雙胞胎；称在懷孕期間曾數次对游离DNA測序，而另一名同樣接受植入的志願女性則為「生化妊娠」。該對雙胞胎出生後贺建奎便以露露（Lulu）和娜娜（Nana）之名代指，並錄制英语視頻宣布基因编辑婴儿数周前已出生。
CCR5基因表达的产物是白细胞表面的一种蛋白质，称为CCR5蛋白质，R5型HIV病毒进入并感染宿主细胞的过程需要借助CCR5蛋白质，某些人群的基因组中含有CCR5基因的一个突变型，称为CCR5-Δ32，有一段长为32鹼基對的缺失，其表达产物无法被HIV病毒识别和结合，因此可对R5型HIV病毒引起的艾滋病免疫，但对于仅使用CXCR4受体蛋白的X4型HIV病毒却没有免疫能力。而CCR5在正常免疫中的作用尚不清楚。《複雜疾病遺傳學》（Genetics of Complex Disease）書中指出：「一般而言，CCR5並不會影響免疫反應，但它在對西尼罗河病毒感染的免疫反應中扮演重要的角色」。
CCR5-Δ32基因虽对部分艾滋病具有免疫作用，但有綜述指携带者患多发性硬化症的风险增高，与其他自體免疫性疾病的關係及与腫瘤的關係有关研究的结果尚不一致，迄今有关的研究数量尚有限，尽管为少数但都有报告称发现有不利的相关。此外CCR5-Δ32可能會使携带者在感染西尼罗河病毒後出現更嚴重的神經系统疾病。
人为用CRISPR/Cas9技术编辑敲除人的CCR5基因与上述人群自然发生的CCR5基因突变缺陷（CCR5-Δ32）的结果是否相同尚未可知，而且CRISPR/Cas9技术目前并不完全成熟，可能会引发称为「脱靶效应」的错误编辑，导致与目标序列不匹配的序列被错误切割，引发一系列无法预知的突变，在遗传学上对被编辑生物的基因组具有风险。贺建奎對此仅从测序角度回應，称他在為胎兒作基因測序時只發現一個位於非編碼區、離基因區有一定距離的潛在脱靶，並称出生後的檢測沒測出脱靶活性。
贺建奎于11月28日在基因编辑峰会的演讲称，露露的两个CCR5基因均既不为野生型，也不为Δ32，而是两种目前尚未发现其自然存在的移码突变，效应未知。而娜娜的两个基因中一个缺失15个碱基（Δ15），不会造成移码突变，但表型效应也未知，另一个为野生型。

## 质疑与谴责
该实验经新闻报道后，所涉及的伦理等问题立刻引发质疑，100多名中国科学家立刻发表联合签署的声明表示强烈谴责，称实验存在严重的生命伦理问题，并用“疯狂”形容这一实验，要求补上监管漏洞；指出该实验在技术上没有任何创新，突破的是科学家的伦理道德底线。中国监管部门和国际医学专家亦对此表示愤怒。

### 伦理问题
此研究在中国临床试验注册中心公开注册成功，但其内文明显违反了中华人民共和国科学技术部和卫生部的《人胚胎干细胞研究伦理指导原则》中「体外培养期限自受精或核移植开始不得超过14天」、「不得将前款中获得的已用于研究的人囊胚植入人或任何其他动物的生殖系统」等规定。
執行單位方面，申請書上寫道伦理审查由深圳和美妇儿科医院作出，认为「符合伦理规范，同意开展」，并有医院相关部门负责人的签字和医院公章。但深圳市卫生计生委医学伦理专家委员会相关负责人则称，此前并未收到项目的伦理审查报备。而該間醫院其後否認與事件有關，並稱申請書涉嫌偽造。
贺建奎母校莱斯大学于当地时间11月27日宣布调查据报可能参与该项目的教授、贺曾经的导师迈克尔·W·蒂姆，因为这一研究引发“令人不安的科学、法律和伦理问题”。一位参与此工作的美国科学家表示，基因编辑可能使DNA变化传递至下一代，并且可能会对其它基因产生伤害。同样许多科学家表示基因编辑婴儿的诞生使得潘多拉盒子被打开。
伦敦大学学院人类胚胎学教授乔伊斯·哈珀表示，贺建奎声称的内容“过早、危险和不负责任”。澳大利亚塔斯马尼亚大学法律与遗传学中心主任黛安·尼科尔认为，进行将会传递给后代的基因重新编程，“对社会来说总是很有问题的”，基因编辑的风险“基本上是不可预见的”，“尽管当你把它放在细胞中时，CRISPR被吹嘘为更加可靠，（但实际上你在指望）它会到达基因组中的正确位置，然后做正确的事情。但是当你把什么东西放入细胞中时，总会有风险，比如进入基因组的错误部分，或者产生我们不知道的效果。”香港浸會大學生物系教授翁建霖認為賀建奎做法激進，並擔心如日後技術商業化，「會被用以製造『完美』後代，情況有如科幻小說橋段」，並指目前已有替代方案如藥物治療方式可達到同樣效果。
11月29日，中国科技部副部长、中国工程院院士徐南平接受采访时表示，“以生殖为目的的人类胚胎基因编辑的临床操作在我们国家是明令禁止的。这次媒体报道的基因编辑婴儿事件，公然违反了我国的相关法规条例，也公然突破了学术界坚守的道德伦理的底线，令人震惊不可接受。我们是坚决反对的，科技部已经要求相关单位暂停相关人员的科技活动，下一步科技部将在前面客观调查事件的基础上，会同有关部门依法依规做出查处。”
有署名评论批贺建奎在此基因编辑婴儿实验中充斥谎言，疑似制造信息不对称，“抓住了艾滋病患者急切生育的弱点、也利用了他们财力窘困的实际状况，半哄半骗少数志愿者家庭放手一搏”，“他不是医生，按理只能搞基因的基础研究，而不是临床研究”，指贺的行为相当于非法行医。
曾帮助贺建奎招募实验志愿者的北京艾滋病公益机构“白烨林”负责人白烨11月30日表示，自己是被贺建奎骗了，很后悔，也为涉及的家庭和孩子们担心。
中国科普作家方舟子认为贺建奎团队的人体实验利用基因编辑敲除正常的基因，在技术角度上是错误的、毫无必要、不成熟、不人道且“反人类”；但他不赞成一概反对“基因编辑婴儿”，认为此类实验不会制造出怪物和灾难，在未来技术特别成熟的情况下，合理的基因编辑婴儿（比如针对病态的地中海贫血基因）是可以接受的。
美国国家卫生研究院（NIH）11月28日就此事件发布了由院长弗朗西斯·柯林斯签署的声明，谴责贺建奎和他的团队“暗地里”和“不负责任地”实施了首例人类基因编辑，称其行为“蔑视国际伦理准则”，“令人深切不安”，贺建奎及其团队给实验婴儿灭活CCR5的医疗必要性完全不能令人信服，对破坏性的脱靶效应的可能性也没作出令人满意的探讨；并声明，对这类实验研究，现在比过去任何时候都更需要达成有约束力的国际共识、设立界限；而NIH将如以往多次所声明的，不支持此类使用基因编辑技术对人类胚胎进行的研究实验。
中國醫學科學院11月30日在醫學期刊《柳葉刀》上發表聲明，代表中国医学科学界反對任何違反社會道德規範、法律，應用於生殖方面的胚胎基因編輯，並指CRISPR作为基因组编辑工具其临床应用上还有诸多尚未解决的科学和倫理问题；再次谴责贺建奎等的基因编辑婴儿的实验突破了学术道德伦理底线，严重违反了中国已有的相关法规、规定和指南；强调各研究机构应迅速加强对伦理审查和科研过程的监管，绝不应开展和资助此类研究；作为中国国家最高医学研究机构，"将依据最严格的科学与伦理标准，尽快进一步研究制定富于可操作性的技术和伦理指南，指导相关技术的研究与应用，严密防止伦理不端行为的发生。"

### 监管与法律程序问题
伦理审查可能涉嫌伪造、实施医院为莆田系医院、贺建奎名下有多家基因公司等事件也引起了一定争议。主管部门获知后展开调查，其位於南方科技大学的辦公室於11月27日晚間被校方查封。南方科技大学回应对基因编辑婴儿事件不知情，并将立刻开展相关调查；国家卫生健康委员会在事件初期拒绝回应，后回应称，正在要求广东调查核实。深圳和美妇儿科医院则否认与此事件有关。而中國相關監管法规目前僅有科技部、卫生部联合印发的规范性文件《人胚胎幹細胞研究倫理指導原則》，禁止經過「遺傳修飾」的胚胎在體外培養超過14天，并禁止相关胚胎移植至人體。
2019年6月10日，第41次国务院常务会议通过《中华人民共和国人类遗传资源管理条例》，对人类遗传资源管理进行立法。国务院总理李克强同日签署国务院令公布施行该条例。全国人大也开展了《生物安全法》的立法工作。
2021年3月1日，中國立法機關所頒布的《刑法修正案（十一）》實施，《刑法》第三百三十六条之一规定，将基因编辑、克隆的人类胚胎植入人体或者动物体内，或者将基因编辑、克隆的动物胚胎植入人体内，情节严重的，处三年以下有期徒刑或者拘役，并处罚金；情节特别严重的，处三年以上七年以下有期徒刑，并处罚金。。

### 其他
昆明理工大学云南中科灵长类生物医学重点实验室的陈凯教授认为，此事件可能让从事基因编辑研究的中国科学家的声誉在国际上受到影响。
南京大学科学技术与社会研究所有关人员评论，即使假设有关技术上的不确定性可以排除，基因編輯胎兒或可用於出生前治療性醫療用途，但若遭濫用會顛覆人人生而平等原則，貧富差距更大，弱勢族群淘汰更快，減少穩定可靠自然演化的遺傳多樣性，以及出於商業利益的目的隨意編輯基因，其沒有絕育或隔離而脫離控制的，會把風險混入人類基因庫。如果快速發展到全體沒有了純自然人種，卻面臨到嚴峻自身基因缺陷出現，將無法抵抗可能出現的大規模新傳染病、癌症、精卵結合失效等諸多問題，很有機會造成人類滅種危機。
据媒体报道，贺建奎的研究团队曾透露，一旦生下不健康的婴儿，他们会“帮忙处理掉”。

## 贺建奎与其他观点

### 贺建奎观点

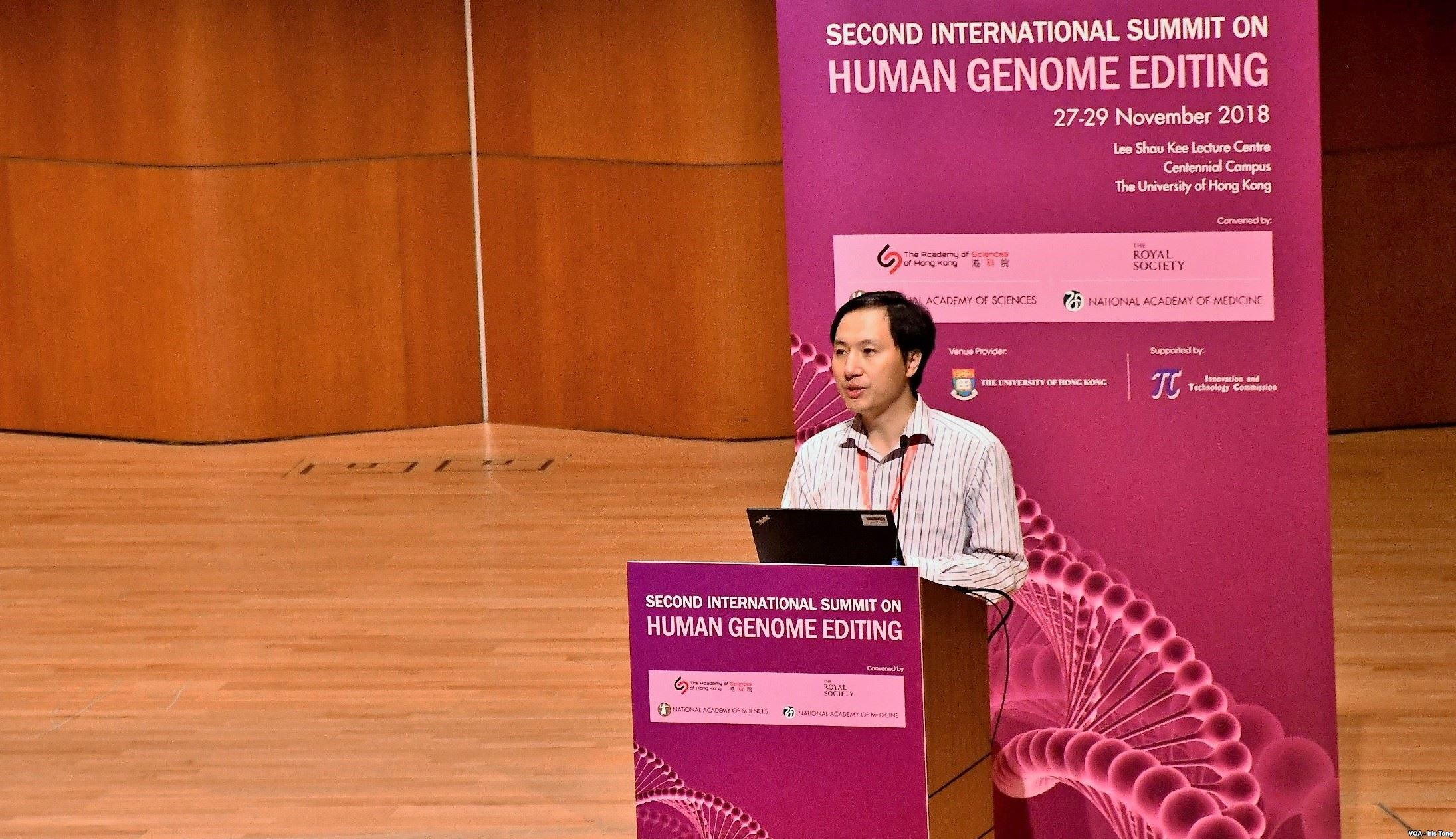
贺建奎出席第二届基因组编辑国际峰会

在第二屆國際人類基因組編輯峰會上，贺建奎首先向研究道歉，提到自己的实验未经同行评议便公之于众。并同意现行中国法律确实不允许这样的实验，但他的团队已经做了完善的计划，因此将会对此负责。有关研究伦理的质问方面，称该研究自己已在美国一些研讨会上与学者提过，也和一些科学群体讨论过，得到了不少反馈。在临床试验阶段，有一些美国专家来做过探讨。
贺建奎在问答环节中，提到大部分实验是自行投资进行，与公司无关，大学、其他单位并不知情。对这次突破很自豪。随后还表示知情同意书已经公开，贺建奎说，他建立的团队向孩子的父母解释过了实验内容，在签订协议时还有两名公证员在场。贺建奎在会上否认消息是自己故意发布出去，原本该项研究是打算交给期刊刊出的，内部论文已经有一些学者阅读过，提前泄露是预料之外。但过去的调研都表明群众支持胚胎编辑。贺建奎并表示如果我的孩子有类似的风险，会首先做这样的尝试。

### 其他观点
美国基因工程学家、分子工程学家与化学家喬治·丘奇认为该实验在部分方面是可取的，但在一些另外的方面值得质疑。他对实验目标给出了正面评价：「考虑到HIV对全球公共健康的威胁有扩大的趋势，我认为贺建奎选择了一个非常好的目标基因。」  而在技术上，丘奇则指出，“这几乎就像没有编辑一样”，因为如果只有一个基因被改变，那么HIV感染仍然会发生。并且他在伦理方面质疑说，该胚胎的使用表明，研究人员的“主要重点是测试基因编辑技术，而不是避免这种疾病”。丘奇同意有关贺建奎此项实验不够透明、之前没有足够的初步实验并让同行进行评审的批评。

## 调查与审判
11月26日，深圳市医学伦理专家委员会表示正开展调查。11月27日，广东省政府、深圳市政府成立联合调查组，开展对“深圳基因编辑婴儿事件”的全面调查。
2019年1月21日，广东省“基因编辑婴儿事件”调查组發佈聲明，指该事件初步查明是贺建奎追逐个人名利而自筹资金，蓄意逃避监管，私自组织有关人员，实施国家明令禁止的以生殖为目的的人类胚胎基因编辑活动。广东省调查组同时指出，本次事件所涉及的伦理审查书是贺建奎通过他人伪造的。贺建奎策划他人顶替志愿者验血，以逃避监管，规避艾滋病病毒携带者不得实施辅助生殖的相关规定。广东省调查组表示，“对贺建奎及涉事人员和机构将依法依规严肃处理，涉嫌犯罪的将移交公安机关处理”。同日，南方科技大学在广东省调查结果出爐不久，隨即宣佈解除與賀建奎的合約，終止其在校內一切教學科研活動，劃清關係。
4月14日，《纽约时报》发布报道称，美国斯坦福大学对此事件的调查表明，导师史蒂芬·奎克对贺建奎的研究知情且并未阻拦。根据披露的往来邮件内容，贺建奎经常向奎克告知项目进程，在回复的邮件中奎克并未表现出阻拦之意。
12月4日，英国《衛報》报道称，考慮到父親可能會受到羞辱，贺將试验基本信息（例如醫生的姓名）隱藏，以致傳媒不能查證嬰兒的具体出生日期到底是在10月抑或在11月。12月末，调查机关披露贺建奎利用相关技术共使两人怀孕并生下三名婴儿。
12月30日早上，深圳市南山区人民法院对基因编辑婴儿案一审公開宣判。贺建奎以非法行医罪為由被判有期徒刑三年，并处罚金人民币300万元，廣東省人民醫院生殖醫學中心人員張仁禮有期徒刑二年，並處罰金人民幣100萬元；深圳市羅湖區人民醫院人員覃金洲有期徒刑一年六個月，緩刑二年，並處罰金人民幣50萬元。